# سيدني جون سميث
سيدني جون سميث (بالإنجليزية: Sydney John Smith)‏ هو سياسي كندي، ولد في 23 سبتمبر 1892 في أوتاوا في كندا، وتوفي في 15 يوليو 1976 في فيكتوريا في كندا. انتخب رئيس مجلس الشيوخ ‏ (7 يناير 1966 – 4 سبتمبر 1968) وانتخب عضو مجلس الشيوخ الكندي.